# Андраде Марин, Франсиско
Франсиско Игинио Андраде Марин-и-Риваденейра (исп. Francisco Higinio Andrade Marín y Rivadeneira, 1841—1935) — временно исполняющий обязанности президента Эквадора с 6 марта по 10 августа 1912 года.
Окончил Центральный университет Эквадора в 1867 году, после чего работал в мэрии Кито. С 1871 г. член коллегии адвокатов. Доктор юриспруденции. Преподавал в Центральном университете, зав. кафедрой юриспруденции, в 1908—1910 ректор.
Избирался на пост мэра Кито на 4 годичных срока (с 1 января по 31 декабря) — 1878, 1888, 1892 и 1905 годы.
Министр общественных работ и финансов (1894). Президент Палаты депутатов (1911).
Временно исполняющий обязанности президента Эквадора с 6 марта по 10 августа 1912 года, после свержения временного президента Карлоса Фрейле Салдумбиде. Организовал выборы, на которых победил Леонидас Плаза, и передал власть 10 августа того же года.
В 1914—1917 гг. председатель Верховного суда Эквадора.